# Вічнозелені ліси Чанцзянської рівнини
Вічнозелені ліси Чанцзянської рівнини (ідентифікатор WWF: PA0415) — палеарктичний екорегіон помірних широколистяних та мішаних лісів, розташований на півдні Центрального Китаю. 

## Географія
Екорегіон вічнозелених лісів Чанцзянської рівнини розташований на території провінцій Хенань, Хубей, Хунань, Цзянсі, Аньхой, Цзянсу і Чжецзян. Він охоплює нижню частину басейну Янцзи або Чанцзяну, найдовшої річки Євразії, яка стікає з Тибетського нагір'я, тече через гори Гендуаншань та Юньнань-Гуйчжоуське плато, формуючи глибокі ущелини, після чого виходить на рівнину та тече на схід, де впадає у Східнокитайське море, формуючи велику дельту. Рельєф регіону переважно представлений алювіальними рівнинами, по яким розкидані невисокі пагорби та численні неглибокі озера. Тут розташоване озеро Поянху, найбільше прісноводне озеро Китаю, та озеро Дунтін, площа і глибина якого значно змінюються залежно від сезону. Також в екорегіоні розташовані гірські масиви Хуаншань та Дабішань.
Територія екорегіону є місцем виникнення рисівництва та одним з місць, де відбулася неолітична революція. Впродовж тисячоліть ліси регіону були знищені, а на їх місці були створені сільськогосподарські угіддя. Наразі екорегіон є одним з найбільш густонаселених у світі.
На півночі екорегіон переходить у мішані ліси Північнокитайської рівнини, на заході — у листяні ліси Ціньліню, вічнозелені ліси Дабашаню та широколистяні і мішані ліси Гуйчжоуського плато, а на півдні — у субтропічні вічнозелені ліси Цзяннаню. В прибережних районах на північному сході екорегіону поширені солончакові луки Жовтого моря.

## Клімат
В межах екорегіону переважає вологий субтропічний клімат (Cfa за класифікацією кліматів Кеппена). Влітку температура може перевищувати 30 °C, а взимку може опускатися до 0 °C. Середньорічна кількість опадів становить 1000-1400 мм.

## Флора
В заплавах та на пагорбах регіону раніше були поширені субтропічні широколистяні ліси, основу яких складали вічнозелені породи дубів (Quercus spp.), різні види кастанопсисів (Castanopsis spp.), фебових дерев (Phoebe spp.), коричників (Cinnamomum spp.) та махілусів (Machilus spp.), а також деякі інші види тропічного походження. В лісах Хуаншаню та Дабішаню переважали хвойні дерева, зокрема хуаншанські сосни (Pinus hwangshanensis), сосни Массона (Pinus massoniana) та китайські каннінгемії (Cunninghamia lanceolata), а також зустрічалися деякі листяні дерева, зокрема берези (Betula spp.) та клени (Acer spp.). Навколо сезонно затоплюваних озер були поширені очеретяні зарості. Наразі більшість перевинного рослинного покриву знищено та перетворено на рисові поля та на інші сільськогосподарські угіддя.

## Фауна
Серед поширених в екорегіоні ссавців слід відзначити уссурійського єнота (Nyctereutes procyonoides), звичайну лисицю (Vulpes vulpes), бенгальського кота (Prionailurus bengalensis), димчасту пантеру (Neofelis nebulosa), китайського горала (Naemorhedus griseus), суматранського серау (Capricornis sumatraensis), чубатого оленя (Elaphodus cephalophus), японського оленя (Cervus nippon kopschi), китайського мунтжака (Muntiacus reevesi), майже ендемічного чорного мунтжака (Muntiacus crinifrons), дику свиню (Sus scrofa), азійського борсука (Meles leucurus), зайця-толая (Lepus tolai), китайського зайця (Lepus sinensis), тибетського макаку (Macaca thibetana), макаку-резуса (Macaca mulatta) та китайського панголіна (Manis pentadactyla). У водно-болотних угіддях регіону зустрічаються річкові видри (Lutra lutra) та китайські водяні олені (Hydropotes inermis). Раніше на луках регіону мешкали олені Давида (Elaphurus davidianus), однак наразі вони вимерли в дикій природі і збереглися лише в зоопарках по всьому світу. Ендеміками регіону є аньхойські кабарги (Moschus anhuiensis), поширені в горах Дабішань.
В річці Янцзи мешкають дуже рідкісні китайські фоцени (Neophocaena asiaeorientalis), популяція яких становить менше 1000 особин. Раніше в басейні Янцзи зустрічалися озерні дельфіни (Lipotes vexillifer), однак наразі вони вважаються вимерлими.
Серед поширених в екорегіоні птахів слід відзначити звичайного фазана (Phasianus colchicus), китайського мікадо (Syrmaticus reevesi), білошийого мікадо (Syrmaticus ellioti), китайську куріпку (Bambusicola thoracicus), чорноголового ополовника (Aegithalos glaucogularis), буру сутору (Suthora webbiana), китайського окулярника (Zosterops simplex), чорноголову вивільгу (Oriolus chinensis), китайського бюльбюля (Pycnonotus sinensis), китайського бюльбюля-товстодзьоба (Spizixos semitorques), світлооку гуамею (Garrulax canorus), мандаринського дрозда (Turdus mandarinus), далекосхідну синицю (Parus minor) та жовточереву синицю (Pardaliparus venustulus). 
На водно-болотних угіддях регіону зимують численні водоплавні та коловодні птахи з Північно-Східної Азії, зокрема мандаринки (Aix galericulata), далекосхідні качки (Mareca falcata), китайські крижні (Anas zonorhyncha), китайські крехи (Mergus squamatus), китайські гуски (Anser cygnoides), сірі гуски (Anser anser), лебеді-кликуни (Cygnus cygnus), далекосхідні лелеки (Ciconia boyciana), японські журавлі (Grus japonensis) та даурські журавлі (Antigone vipio). На озері Поянху зимує 90 % світової популяції рідкісних білих журавлів (Leucogeranus leucogeranus).
Також у водно-болотних угіддях регіону зустрічаються рідкісні ендемічні китайські алігатори (Alligator sinensis), які майже вимерли у 1990-х роках, але з того часу їх популяція частково відновилася. На період з пізньої осені до ранньої весни ці алігатори впадають у сплячку, щоб уникнути зимових холодів. В дельті Янцзи мешкають рідкісні шанхайські м'якотілі черепахи (Rafetus swinhoei), а у внутрішній частині регіону — китайські велетенські саламандри (Andrias davidianus), найбільші амфібії світу. У водах регіону продовжують мешкати рідкісні китайські осетри (Acipenser sinensis), натомість чанцзянські осетри (Acipenser dabryanus) збереглися лише в неволі. Раніше в басейні Янцзи мешкали китайські веслоноси (Psephurus gladius), однак наразі вони повністю вимерли.

## Збереження
Оцінка 2017 року показала, що 32 875 км², або 8 % екорегіону, є заповідними територіями. Природоохоронні території включають: Національний парк Цяньцзянюань, Національний парк Поянху та Аньхойський природний заповідник китайських алігаторів.